# البر التاني (فلم)
البر التاني هو فيلم مصري، من تأليف زينب عزيز وإخراج علي إدريس ، أحمد شفيق القدومي و بطولة محمد علي تم تصوير الفيلم في إيطاليا - رومانيا - إسبانيا و إنتاج شركة كاريتيفو 

## القصة
يقدم الفيلم قصة مجموعة من الشباب المنتمين لإحدى القرى المصرية الفقيرة والذين يحاولون الهجرة إلى الأراضي الإيطالية بشكل غير شرعي وبدون حمل أية وثائق رسمية حيث يقومون بالسفر على متن سفينة معيبة ومتهالكة، ويفصل بينهم وبين أحلامهم بعيش أفضل في إيطاليا أمواج البحر الغادرة.

## طاقم العمل
- محمد علي
- سليم سليمان
- حنان سليمان
- عبد العزيز مخيون
- عمرو القاضي
- عفاف شعيب
- محمد مهران
- فهد حسن
- خالد عبد الحميد
- بيومي فؤاد
- عمرو أمين
- محمد جلال
- محمد نصر

## هوامش
- - قام محمد علي بتأدية عدد كبير من المشاهد الخطرة بنفسه بدون الاستعانة بدوبلير [7][8]
  - يسجل هذا الفيلم التعاون السادس بين المخرج علي إدريس والكاتبة زينب عزيز بعد أفلام (حريم كريم، كلام في الحب، عصابة الدكتور عمر، بابا، جدو حبيبي) [9]

## روابط خارجية
- مقالات تستعمل روابط فنية بلا صلة مع ويكي بيانات